# Apodrassodes
Apodrassodes Vellard, 1924 è un genere di ragni appartenente alla famiglia Gnaphosidae.

## Distribuzione
Le 10 specie note di questo genere sono diffuse in America meridionale, America centrale e Asia meridionale: la specie dall'areale più vasto è la A. guatemalensis rinvenuta in località dell'America meridionale, dell'America centrale e del Messico.

## Tassonomia
Non sono stati esaminati esemplari di questo genere dal 2007.
Attualmente, ad aprile 2015, si compone di 10 specie:
1. Apodrassodes araucanius (Chamberlin, 1916) — Perù, Bolivia, Argentina, Cile
2. Apodrassodes chula Brescovit & Lise, 1993 — Brasile
3. Apodrassodes guatemalensis (F. O. P.-Cambridge, 1899)[2] — Messico, America centrale e meridionale
4. Apodrassodes mercedes Platnick & Shadab, 1983 — Cile
5. Apodrassodes mono Müller, 1987 — Brasile
6. Apodrassodes pucon Platnick & Shadab, 1983 — Cile
7. Apodrassodes quilpuensis (Simon, 1902) — Cile
8. Apodrassodes taim Brescovit & Lise, 1993 — Brasile
9. Apodrassodes trancas Platnick & Shadab, 1983 — Cile, Argentina
10. Apodrassodes yogeshi Gajbe, 1993 — India

### Sinonimi
- Apodrassodes conjuncta (Banks, 1914); trasferita dal genere Teminius (appartenente alla famiglia Miturgidae) e posta in sinonimia con A. guatemalensis (F. O. Pickard-Cambridge, 1899) a seguito di un lavoro degli aracnologi Platnick & Shadab (1983b)[1].
- Apodrassodes rouxi (Mello-Leitão, 1939); trasferita dagli ex-generi Apodrassus e Drassodes, da un lavoro dell'aracnologo Roewer e posta in sinonimia con A. guatemalensis (F. O. Pickard-Cambridge, 1899) a seguito di un lavoro degli aracnologi Platnick & Shadab (1983b).
- Apodrassodes singularis Vellard, 1924; posta in sinonimia con A. guatemalensis (F. O. Pickard-Cambridge, 1899) a seguito di un lavoro degli aracnologi Platnick & Shadab (1983b).